# Do You Want the Truth or Something Beautiful? (singolo)
Do You Want the Truth or Something Beautiful? è un singolo del 2009 di Paloma Faith.

## Tracce
1. Do You Want the Truth or Something Beautiful (Radio edit)
2. Sexy Chick (Live From BBC 1's Radio Live Lounge)